# Say It in Russian
Say It in Russian è un film del 2007, diretto da Jeff Celentano. È stato presentato al Festival di Cannes e al Festival di Venezia nel 2007. I protagonisti sono Rade Šerbedžija, Faye Dunaway, Agata Gotova, Steven Brand e Musetta Vander. Nel 2008 è stato presentato al Monte Carlo television film festival. Il film è prodotto dalla Imperia Entertainment Inc.